# 阮福昴 (慈山公)
阮福昴（越南语：／；1813年10月25日—1868年8月18日），越南阮朝嘉隆帝第十三子，生母昭容阮文氏蘋。

## 生平
嘉隆十二年十月初二日（1813年10月25日），阮福昴出生。明命六年（1825年），受封為慈山公（越南语：／）。明命十四年（1833年）元旦，明命帝命阮福昴主持祭祀，但他遲到了，明命帝大怒，令宗人府評判，罰俸三年。後知道悔改，開始勤奮讀書，遵循禮法，受到明命帝稱讚。
嗣德二年（1849年），嗣德帝以他尊親德高，免除常朝趨拜的禮節，以示優禮。嗣德七年（1854年）二月，嗣德帝前往太學視察，阮福昴隨駕前往，並作《應制視學歌》十章，嗣德帝下令將該詩納入《御製辟雍賡歌會集》。
嗣德二十一年七月初一日（1868年8月18日），阮福昴去世，壽五十六歲，諡溫慎。在承天府香水縣春和社建祠祭祀。

## 子女
阮福昴有13子10女。明命帝為其後裔制定了二十字藩系詩，阮福昴子孫名字第一字需要按照藩系詩，第二字則按土、金、水、木、火的五行順序起名。
- 長子阮福慈壇，恩封沐德亭侯。
- 二子阮福慈壃，恩封新恩亭侯，不久襲爵慈山縣公。
  - 孫阮福采錦，原名阮福采鎕，避諱改名，襲封慈山縣侯。
    - 曾孫阮福揚淹，封助國卿。
- 女阮氏煥，嫁蔭授正九品文階阮科謙[3]。